# Kostel Nejsvětější Trojice (Slaný)
Kostel Nejsvětější Trojice ve Slaném je barokní stavba z let 1581–1602 stojící v parku v areálu hřbitova na Hlaváčkově náměstí čp. 221. Od roku 1662 je součástí kostela původně františkánský klášter, který je v současné době sídlem řádu Bosých karmelitánů. Areál hřbitovního kostela s klášterem stojí severně od centra města a je chráněn jako nemovitá Kulturní památka České republiky.

## Historie

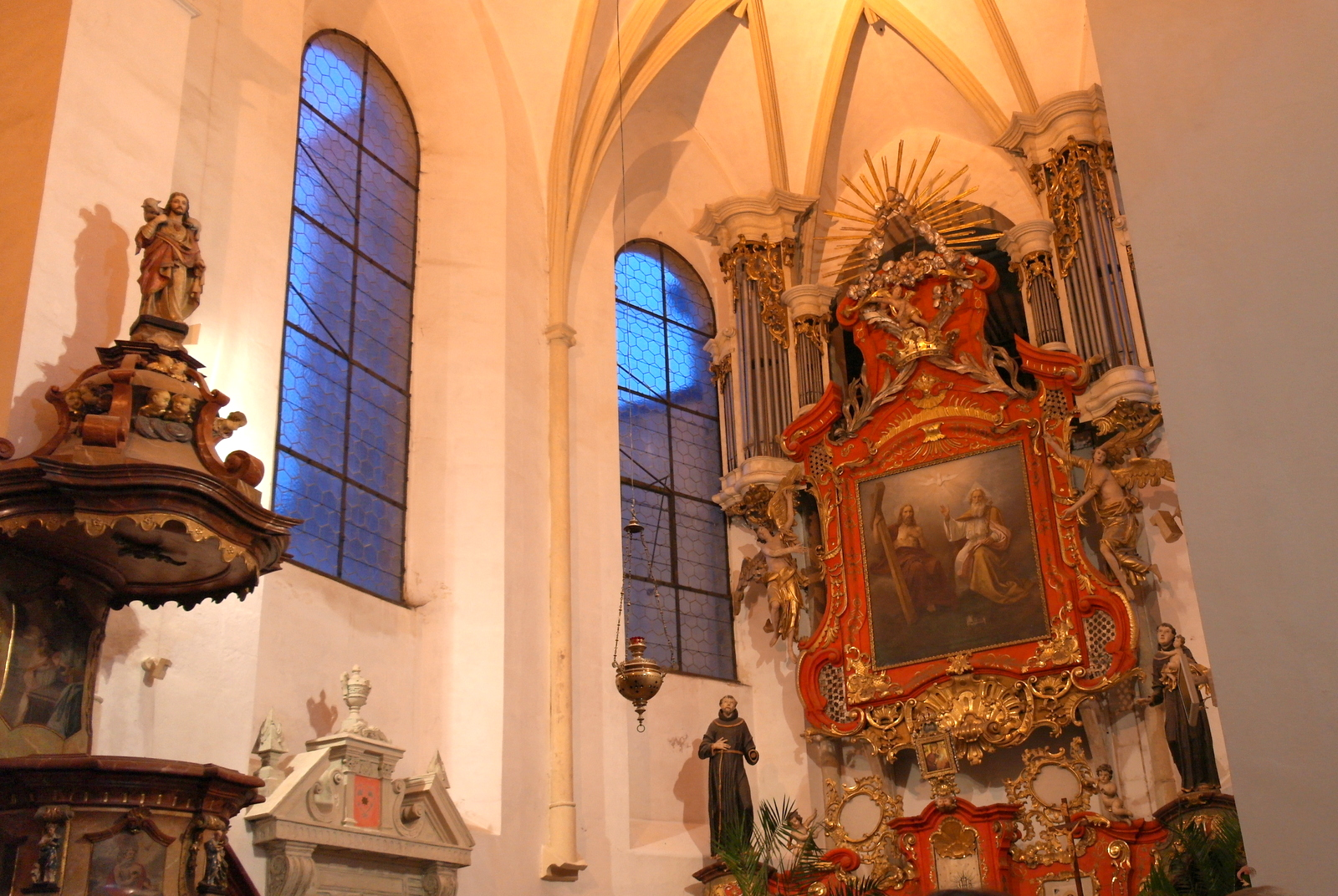
Interiér kostela Nejsvětější Trojice

Kostel byl postaven původně jako protestantský v letech 1581–1602. Jeho staviteli byli Mistr Volf a Vlach J. Maceta. Kostel vznikl na místě za hradbami města zvaném Golgata, které dříve sloužilo jako popraviště.
V době třicetileté války roku 1623 byl zpustošen vojsky. Mezi lety 1655 a 1662 byl přistavěn klášter a byl předán františkánům. Roku 1657 byl kostel obnoven a uvnitř byla vybudována Loretánská kaple. Roku 1665 při požáru kláštera s kostelem se zřítila jedna z věží. Při následné rekonstrukci pak byla rozšířena loď kostela. Autorem stavebního plánu byl pravděpodobně italský architekt Domenico Orsi.
Uvnitř kostela jsou varhany z roku 1776, jejichž autorem je Antonín Reiss. Z varhan se dochovalo pouze torzo, nicméně varhany jsou jedinečné tím, že byly zakomponované do hlavního oltáře.

### Loretánská kaple

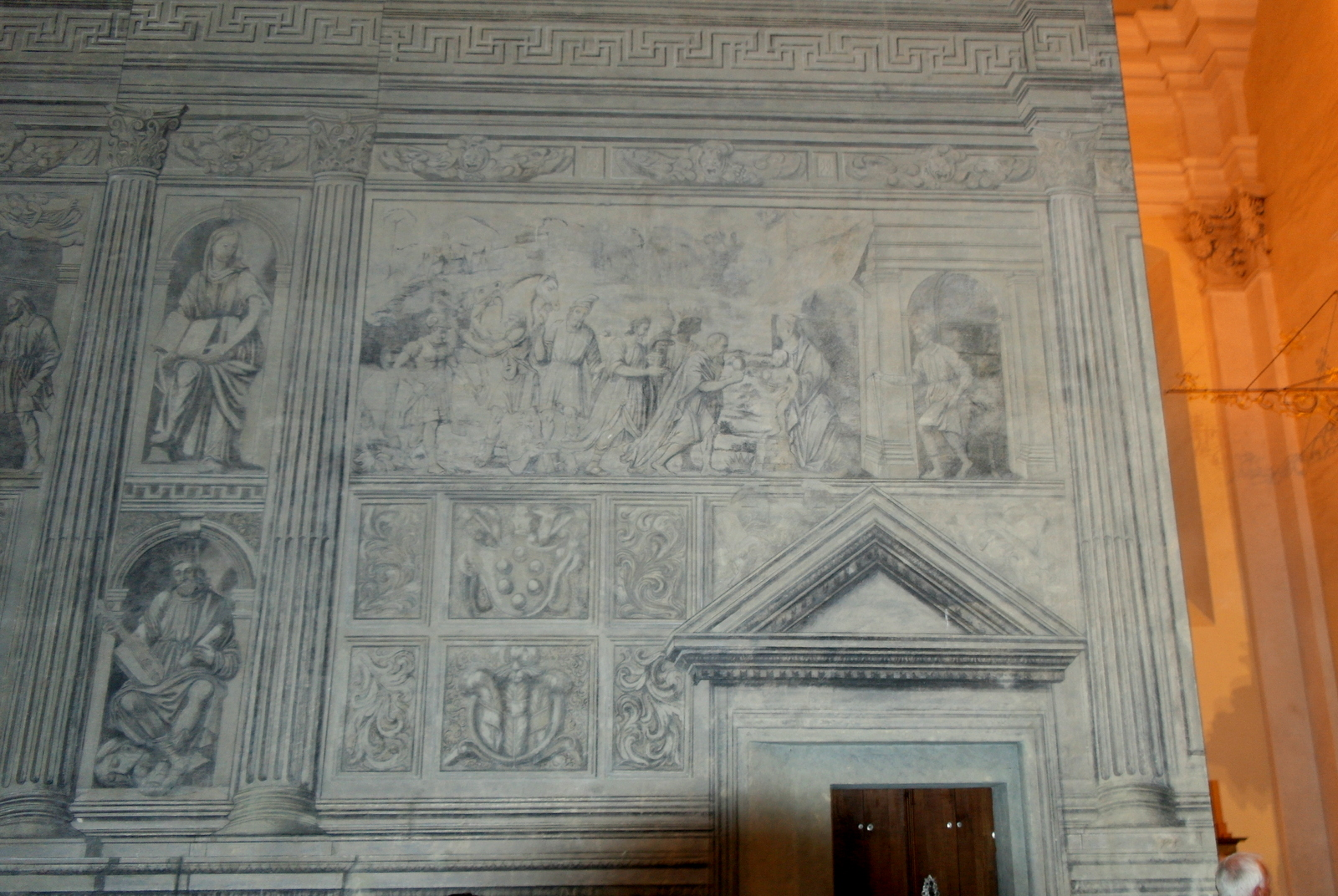
Loretánská kaple uvnitř kostela

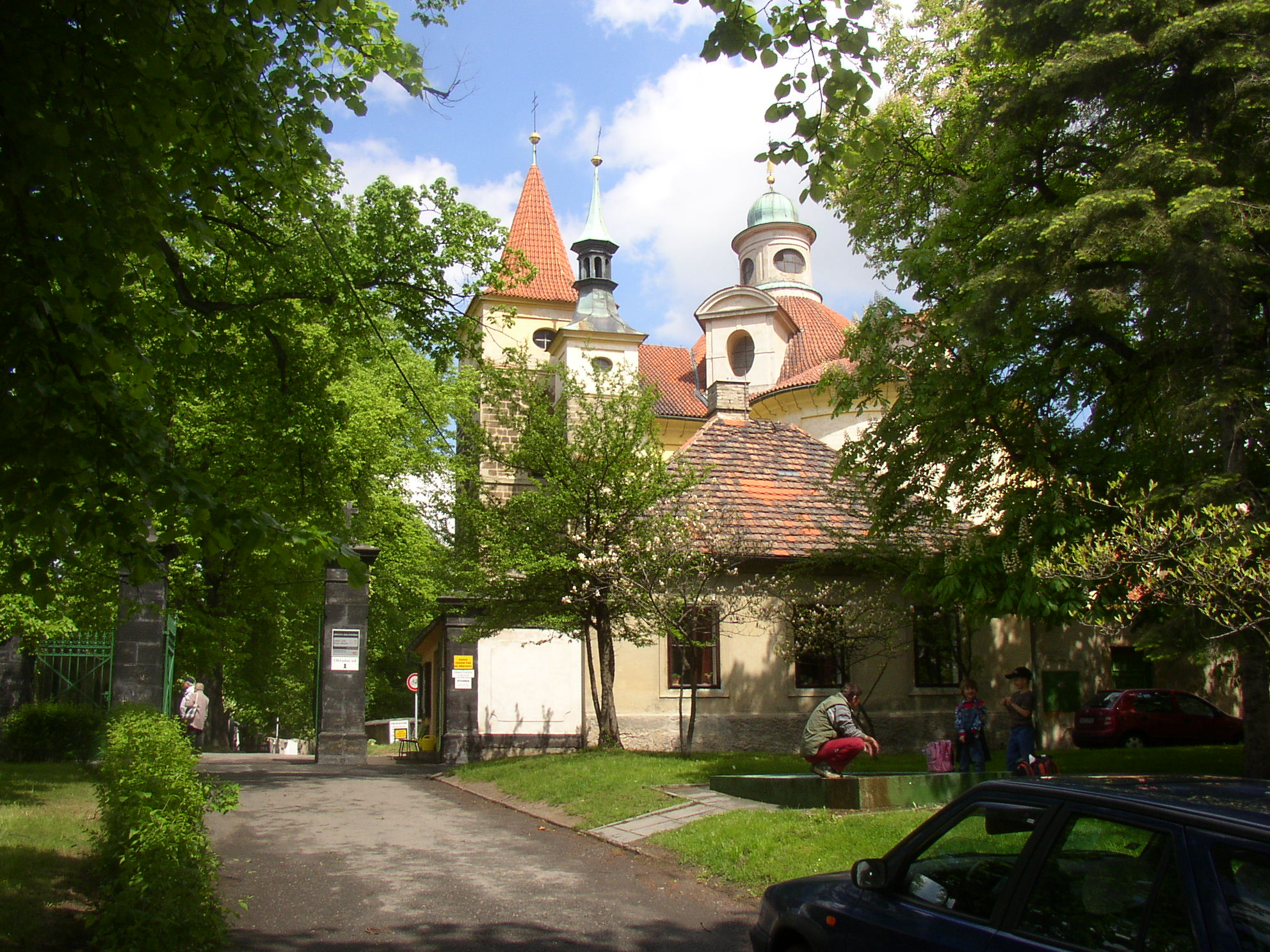
Celkový pohled na kostel s klášterem a vstupem na hřbitov

Loretánskou kapli založil roku 1657 Bernard Ignác hrabě Bořita z Martinic, přední člen české katolické šlechty. Byla vystavěna uvnitř kostela a stala se tak jeho jádrem. Pod kaplí je podle posledního přání zakladatele pohřbena část jeho srdce. Při požáru kostela roku 1665 se zřítila jedna z hořících věží kostela na klenbu a loretánskou kapli poškodila. Při opravách došlo k rozšíření lodi kostela do té doby loretou stísněného. V místech křížení staré a nové příčné osy byla vybudována nad Santa Casou kupole.

### Josefínské reformy
Roku 1782 měl být klášter dekretem císaře Josefa II. zrušen, ke zrušení kláštera ale nedošlo, o což se zasloužil Karel Clam-Martinic, jenž se u císaře přimluvil.

### 20. století
Františkáni zde byli do roku 1950, kdy byl klášter násilně uzavřen. Mezi lety 1950 až 1989 měl různorodé využití. Roku 1992 byl vrácen františkánům. Františkáni ho v roce 1995 darovali bosým karmelitánům.